# Nuevo Progreso, Aldama
Nuevo Progreso är en ort i Mexiko.   Den ligger i kommunen Aldama och delstaten Tamaulipas, i den östra delen av landet, 400 km norr om huvudstaden Mexico City. Nuevo Progreso ligger 39 meter över havet och antalet invånare är 9 125.
Terrängen runt Nuevo Progreso är huvudsakligen platt, men norrut är den kuperad. Nuevo Progreso ligger nere i en dal. Runt Nuevo Progreso är det mycket glesbefolkat, med 7 invånare per kvadratkilometer. Nuevo Progreso är det största samhället i trakten. Trakten runt Nuevo Progreso består till största delen av jordbruksmark.